# Hübschenried
Hübschenried ist ein Ortsteil des Marktes Dießen am Ammersee im oberbayerischen Landkreis Landsberg am Lech.

## Geografie
Das Staatsgut Hübschenried liegt circa zwei Kilometer westlich von Riederau auf einem Höhenzug.

## Geschichte
Erstmals erwähnt wird Hübschenried 1270 als Hubschenriede.
In den Jahren 1671 und 1752 werden je zwei Anwesen genannt. Beide waren dem Kloster Wessobrunn grundbar.
Im Jahr 1878 wurden beide Höfe an den bayerischen Staat verkauft, der dort zunächst einen Fohlenhof einrichtete. Nach der Errichtung neuer Stallungen und eines Ökonomiegebäudes wurde Hübschenried in das Stammgestüt Achselschwang eingegliedert.
Heutzutage ist Hübschenried ein Nebenbetrieb des bayerischen Lehr-, Versuchs- und Fachzentrums für Milchvieh- und Rinderhaltung.